# Vlado Čech
Vladimír „Vlado“ Čech (1. září 1949 Praha – 21. července 1986 Praha) byl český rockový bubeník, člen skupiny Blue Effect.
Svou hudební dráhu započal v roce 1967 v amatérské skupině The Ducks. Krátce se objevil ve skupině Apollobeat a hrál také ve skupině New Force, kde poznal Vladimíra Mišíka. Na podzim 1968 se s Mišíkem stal členem nově založené skupiny Blue Effect, kde působil až do roku 1981. Tehdy s Leškem Semelkou založil skupinu S.L.S., ve které zůstal tři roky. V roce 1984 se vrátil do Blue Effectu, ale kvůli dlouhodobým problémům s alkoholismem zanechal v létě 1985 aktivního hraní.